# Reprise (bande dessinée)
Pour les articles homonymes, voir Reprise.
En bande dessinée, une reprise est une collection d'albums qui font partie d'une série sans avoir été conçus par les auteurs originaux de ladite série. Les nouveaux auteurs sont alors appelés des repreneurs.
En Europe, plusieurs bandes dessinées à succès sont reprises par d'autres scénaristes et dessinateurs, notamment après l'arrivée en fin de vie des auteurs de l'âge d'or de la BD franco-belge,.
Aux États-Unis, on peut aussi considérer que les comics sont de perpétuelles reprises, étant donné qu'elles appartiennent en grande partie à leur éditeur plutôt qu'à leur créateur. Du coup, des multitudes d'auteurs ont travaillé sur des séries de comics dont ils ne sont pas les créateurs. Toutefois, les conditions sont très loin d'être les mêmes qu'en Europe.

## Bande dessinée franco-belge
Une reprise est une manière de continuer une série de bande dessinée après que son auteur l'a arrêtée. Cela peut être dû au fait que :
- l'auteur original est mort, comme Peyo, créateur des Schtroumpfs.
- l'auteur original a pris sa retraite, à l'instar d'Albert Uderzo, auteur d'Astérix.
- l'auteur original a abandonné sa création, comme Rob-Vel, qui a dû abandonner Les Aventures de Spirou lorsqu'il a été fait prisonnier lors de la Seconde Guerre mondiale, ou Jean Van Hamme, qui a abandonné volontairement certaines de ses séries, notamment XIII et Thorgal.
- plus rare en Europe, mais courant aux États-Unis, l'auteur s'est fait retirer sa création par son éditeur pour la confier à de nouveaux auteurs. Pour que ce cas se produise, il faut que la série appartienne à l'éditeur et non à l'auteur comme c'est le cas en Europe, à l'exception notable de Spirou et Fantasio qui appartient à Dupuis.

Les repreneurs peuvent être :
- des auteurs choisis par l'éditeur dans la majorité des cas (tels que Jean Van Hamme et Ted Benoit pour la reprise de Blake et Mortimer).
- des auteurs désignés par le créateur (tels que Achdé pour Lucky Luke ou Jean-Yves Ferri et Didier Conrad pour Astérix).
- ou même parfois des proches du créateur, généralement des membres de sa famille, comme Thierry Culliford, fils de Peyo (Les Schtroumpfs), ou Nicolas Tabary, fils de Jean Tabary (Iznogoud).

Il y a plusieurs manières de reprendre une série :
- la continuer, comme Blake et Mortimer. Il s'agit alors d'une véritable suite à l'œuvre originale.
- reprendre la numérotation à zéro (le titre est alors généralement Les Nouvelles aventures de...) comme pour Lucky Luke ou Tanguy et Laverdure[3].
- créer plusieurs séries parallèles, généralement en reprenant aussi la série originale, comme Thorgal, qui a droit à plusieurs spin-off dès son abandon par Jean Van Hamme.
- lancer une série hommage, comme une parodie (Les Aventures de Philip et Francis), ou alors une série dont chaque tome serait créé par un auteur différent (Le Spirou de...), voire les deux (comme la parodie/reprise de Valérian et Laureline, qui fut autorisée par les auteurs originaux dès qu'ils abandonnèrent la série).

### Cas historiques

#### Les Pieds Nickelés
Les reprises ont permis à la série Les Pieds Nickelés de connaître une grande longévité : créée par Louis Forton en 1908, elle sera continuée, après la mort de ce dernier en 1938, par Aristide Perré puis par Albert Georges Badert, avant de connaître un second âge d'or avec la reprise de René Pellos, aidé notamment par Roland de Montaubert au scénario, à partir de 1948. Pellos prend sa retraite en 1981. La série sera ensuite reprise avec beaucoup moins de succès par d'autres auteurs, puis connaîtra un regain d'intérêt en 2008 avec son arrivée dans le domaine public, où de multiples auteurs la revisiteront et lui rendront hommage. On peut notamment signaler la série Les Pieds Nickelés de Philippe Riche.
À noter que la reprise d'une autre bande dessinée de Forton, Bibi Fricotin, est un cas particulier : Pierre Lacroix dessinera cette série pendant plus de quarante ans, devenant l'auteur ayant dessiné le plus longtemps une série qui n'est pas sa création, suivi de peu par... René Pellos, 33 ans à la tête des Pieds Nickelés.

#### Spirou et Fantasio

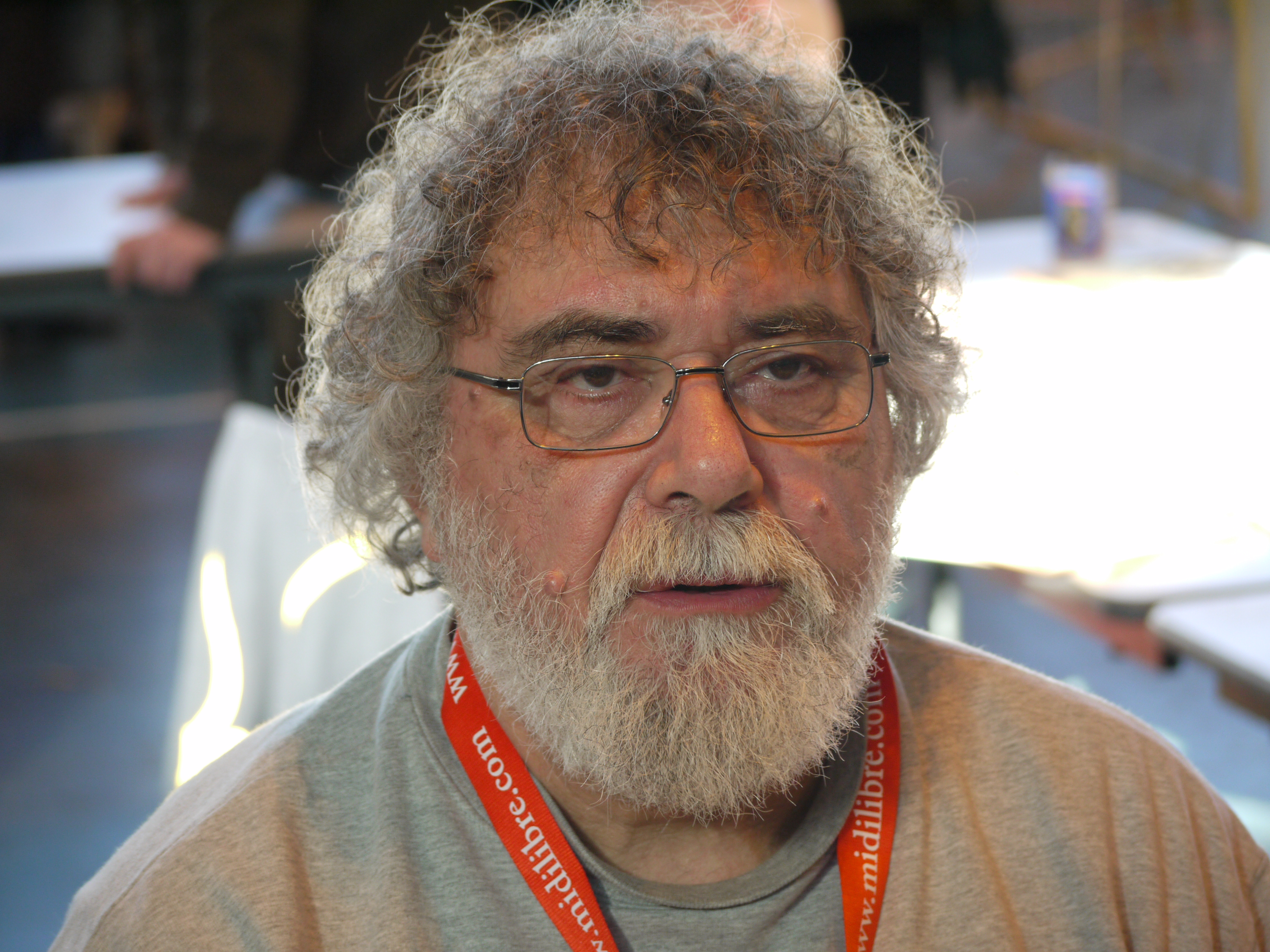
Fournier est le plus âgé de tous les auteurs de Spirou et Fantasio encore vivants.

Le cas de la bande dessinée Spirou et Fantasio est particulier dans l'histoire de la bande dessinée franco-belge : elle appartient en effet à son éditeur, Dupuis, contrairement aux autres bandes dessinées qui appartiennent à leur auteur : c'est ainsi que cette série est passée de mains en mains depuis 1938. Chaque auteur ou duo d'auteurs a  apporté ses éléments à la série, mais certains plus que d'autres : Rob-Vel a imaginé Spirou, Jijé a imaginé Fantasio, André Franquin a prodigieusement enrichi la série en créant une ribambelle de nouveaux personnages et d'éléments, Tome et Janry ont créé des histoires plus adultes...
Le fait que l'éditeur soit le propriétaire de la série a créé des situations inhabituelles : c'est ainsi que, au début des années 1980, quatre groupes d'auteurs ont repris simultanément la série : Yann et Didier Conrad, Tome et Janry, Raoul Cauvin et Nic Broca, et Yves Chaland. Autre particularité de cette période, Cauvin et Broca ont eu l'inhabituelle interdiction, pour des raisons inconnues, d'utiliser les personnages secondaires habituels (le comte de Champignac, Zorglub, Seccotine...) et se sont ainsi retrouvés à devoir inventer leurs propres personnages, qui ne seront pas repris par la suite. De même, Jean-David Morvan et José Luis Munuera se sont fait retirer les personnages une fois que les ventes baissèrent. Une autre particularité de cette série est que, à chaque nouvelle génération d'auteurs, les anciennes sont encore vivantes et voient les héros qu'ils ont fait vivre passer de main en main, tel que Jean-Claude Fournier, qui a à ce jour vu passer 6 reprises de Spirou et Fantasio après la sienne.

#### Tif et Tondu
La bande dessinée Tif et Tondu est particulière car elle a réussi à survivre pendant presque soixante ans, alors que son auteur original, Fernand Dineur, qui l'a créé en 1938, ne fut à sa tête qu'une dizaine d'années. Elle lui sera en effet retirée par les éditions Dupuis, qui la confieront à Will en 1949.
La reprise par Will connaîtra un très grand succès et éclipsera son auteur original, à tel point que, lors d'un numéro spécial anniversaire revenant sur les BD cultes du journal, Dineur ne sera même pas évoqué. Au côté du dessinateur Will travailleront aussi sur cette série plusieurs scénaristes, notamment Maurice Rosy et Maurice Tillieux, qui offriront à cette série un âge d'or, en l'enrichissant notamment d'un méchant devenu culte, Monsieur Choc, de plusieurs personnages secondaires, et qui feront voyager les héros dans des aventures comiques et fantastiques. Stephen Desberg arrive au scénario en 1986, puis la fin de l'âge d'or de la série se fait de plus en plus sentir, avec notamment l'arrêt de Will et la reprise de Denis Lapière et Alain Sikorski, qui adoptera un ton plus réaliste que la série originale.
La série s'arrête finalement avec Le Mystère de la chambre 43 en 1997. Elle connait toutefois une résurrection inattendue avec un spin-off en deux volumes assez sombre consacré à Monsieur Choc, revenant sur son parcours. Les auteurs de ce livre sont Stéphane Colman et Éric Maltaite, deux proches de Will de son vivant (Maltaite est d'ailleurs son propre fils). Des rumeurs concernant une hypothétique nouvelle reprise commencent alors à circuler.
En avril 2014, Frédéric Niffle (alors rédacteur-en-chef du journal de Spirou) annonce la reprise de la série pour un one-shot dessiné par Blutch. Le 31 janvier 2020 l'album Mais où est Kiki ? signé Blutch et son frère, Robber au scénario est publié aux Editions Dupuis. Précédant cet album, Dupuis a également publié des mêmes auteurs: un roman L'Antiquaire Sauvage paru le 13 septembre 2019, ainsi que trois volumes Les cahiers de Tif et Tondu (parus en 2018 et 2019),,.

#### Ric Hochet
Quelques années après la mort du dessinateur Tibet, Ric Hochet est repris par une nouvelle équipe pour les nouvelles enquêtes de Ric Hochet. La nouvelle série ne s'inscrit pas dans la continuité des aventures originelles, qui suivaient l'actualité. La nouvelle série, dont l'intrigue des premiers tomes parus se déroule en 1968, est "ultra-référentielle (...) avec de nombreux clins d'oeil faits aux neuf premiers albums de la série."

#### Les Aventures de Tintin
Cette série est considérée comme l'une des bandes dessinées les plus importantes de l'histoire de la BD européenne, mais n'a toutefois pas connu de reprise après le décès de son créateur Hergé. Cela peut sembler étonnant à première vue, mais la raison est très simple : Hergé craignait qu'une reprise ne dénature son œuvre. Quelques années après son décès, sa veuve Fanny Remi se remaria avec Nick Rodwell, un homme d'affaires britannique, qui devint rapidement le patron de la Société Moulinsart. Réputé pour sa dureté, il verrouilla immédiatement les droits de la série, faisant ainsi disparaitre la possibilité d'une future reprise.
Mais l'absence de reprise officielle n'empêcha pas la naissance de reprises officieuses : les pastiches. Tintin eut en effet droit à de très nombreux plagiats, continuations et parodies. Rodwell a ainsi lancé de nombreuses poursuites en justice contre les auteurs de ces parodies, qui travaillent très souvent sous un pseudonyme.
Donc, même si Tintin n'a pas connu de reprise au sens propre du terme, il a tout de même connu de multiples versions signées par d'autres auteurs que son créateur.

#### Les Schtroumpfs

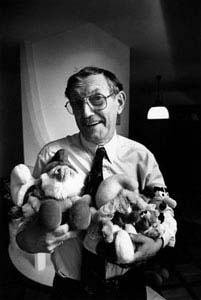
Les séries de Peyo ont été poursuivies après sa mort par son fils et son studio.

Il arrive aussi parfois qu'une série de bande dessinée devienne une entreprise familiale : c'est le cas des Schtroumpfs, créé en 1958.
Le créateur de cette série, Peyo, a pendant une très grande partie de sa carrière été aidé par un studio, dont les membres changeaient régulièrement : c'étaient de jeunes auteurs débutants, qui venaient là pour s'entrainer avant de créer leurs propres séries. Un des membres permanents de ce studio était Thierry Culliford, fils de l'auteur, dont le vrai nom était Pierre Culliford. Après la mort brusque de son père, il reprit, aidé du studio, les séries de Peyo (à l'exception de Poussy), dès 1992. Il donna un nouveau souffle à cette série, qui, il faut le rappeler, n'avait eu droit qu'à des histoires courtes dans les années précédant la mort de son auteur, et sa reprise est réputée pour sa fidélité à l'œuvre de son père.
À noter que c'est un autre enfant de Peyo, Véronique Culliford, qui se charge de l'exploitation commerciale de l'œuvre de son père.
Un autre cas similaire est celui du Scrameustache, où le fils de Gos, Walt, aide ce dernier à poursuivre son œuvre. On peut aussi penser à Michel Vaillant, où Philippe Graton a repris l'œuvre de son père avant puis après son départ à la retraite.
On peut aussi comparer Peyo avec Jacques Martin, qui a lui aussi initié de nombreux collaborateurs les uns après les autres (dont notamment Gilles Chaillet), qui ont ensuite repris ses séries après son départ à la retraite, puis après sa mort.

#### Blake et Mortimer
Assez récemment, Blake et Mortimer est devenu le cas par excellence de la reprise réussie. Cette série, créée en 1946 par Edgar Pierre Jacobs, fut l'un des piliers du Journal de Tintin jusqu'à la mort de son auteur, en 1987, alors que plus aucun album n'avait été publié depuis 1972, date de publication du premier volet des 3 Formules du professeur Satō. Dix ans après, le scénariste Jean Van Hamme, déjà scénariste reconnu avec des bandes dessinées comme Thorgal, XIII et Largo Winch, signera avec le dessinateur Ted Benoit un nouvel album, L'Affaire Francis Blake, qui, en plus d'être un succès commercial et critique, suscite un regain d'intérêt pour la série, avec plus d'un million d'albums de E. P. Jacobs écoulés.
Confortés par ce succès, Van Hamme et Benoît prévoient de sortir un nouvel album, mais, n'allant pas assez vite, une seconde équipe est engagée, le duo Yves Sente et André Juillard, qui prépare son propre album en même temps. Encore aujourd'hui, plusieurs équipes travaillent en alternance, et une dizaine d'albums sont déjà sortis, créés par huit auteurs.
La bande dessinée Barbe-Rouge, plus ancienne, a connu un cas similaire, avec plusieurs auteurs travaillant séparément sur la même série.

#### Astérix
Cette série a été créée par René Goscinny et Albert Uderzo en 1959 pour le journal Pilote. Elle est rapidement devenue un très grand succès d'édition, notamment en France et en Allemagne, avec plus de 60 millions d'exemplaires vendus avant la mort du scénariste, en 1977. Après cet événement, Uderzo, bien que très choqué par cette brusque disparition, décidera de reprendre seul la série. Il sortira un premier album, Le Grand Fossé, qui sera le premier d'une longue série d'une dizaine d'albums, qui, malgré l'échec critique qui en caractérise une certaine partie, sera un très gros succès d'édition. Astérix devient la bande dessinée européenne la plus lue au monde, avec 350 millions d'exemplaires vendus et connait plusieurs adaptations en film live à partir de 1999.
Pendant très longtemps, Uderzo soutiendra, à l'image d'Hergé, que son héros ne lui survivra pas. Toutefois, en 2011, il annonce qu'il prend en retraite, et qu'une reprise aura bien lieu, qu'il surveillera de très près.
Jean-Yves Ferri est alors désigné comme étant le scénariste de ce nouvel album, et Frédéric Mébarki, assistant d'Uderzo lors de ses derniers albums, est désigné dessinateur. Toutefois, Mébarki jette l'éponge au bout de quelques mois. Cette information sera très commentée, avec notamment des soupçons de pression qui aurait poussé le dessinateur à démissionner. Son remplaçant est Didier Conrad.
Leur premier album, Astérix chez les Pictes, sort en octobre 2013. Il est sensiblement bien accueilli par la critique, et devient le plus grand succès de l'édition française en 2013, avec presque trois millions d'exemplaires écoulés à la fin de l'année.

## Bande dessinée américaine
Aux États-Unis, depuis l'instauration du système de la syndication des comic strips dans les quotidiens, il est habituel que les auteurs perdent leurs droits sur les personnages qu'ils créent et en laissent l'exploitation aux maisons d'éditions. Depuis les années 1980, et les luttes pour les revendications des droits d'auteurs menés par Jerry Siegel et Joe Shuster (créateurs de Superman), ceux de Jack Kirby cocréateur de Captain America, de Steve Gerber créateur de Howard the duck, la situation a évolué. Il existe tout un secteur de l'édition, hors des deux grands groupes que sont Marvel Comics et DC Comics, qui permettent à l'auteur d'être totalement maître de ses créations. Cela n'empêche pas  des reprises, comme celle de Spawn par des équipes différentes des originelles, mais toujours sous le regard des créateurs.

### Cas historiques

#### Pim Pam Poum

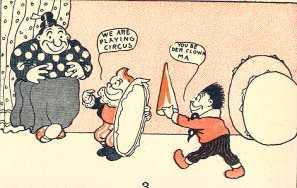
Case de Rudolph Dirks publiée en 1901.

La bande dessinée The Katzenjammer Kids, connue en France sous le nom de Pim Pam Poum, est l'une des plus anciennes au monde : elle est créée en 1897 par Rudolph Dirks, dans le New York Journal. En 1912, il quitte ce journal pour le New York Herald, où il continue la série sous le nom de Captain and the Kids.
Mais le New York Journal, souhaitant garder cette série très populaire, décide de continuer lui aussi la série, cette fois dessinée par Harold Knerr. C'est ainsi que, pendant plusieurs décennies, les deux séries vont se concurrencer : on peut donc considérer que The Katzenjammer Kids version Knerr est une reprise de la version Dirks. Et le fait que les deux versions connaitront chacune leurs propres reprises et de multiples dérivés ainsi que des plagiats et des parodies ne simplifie pas la situation.

## Pour aller plus loin